# Comté de Hartley
Le comté de Hartley, en anglais : Hartley County, est un comté situé dans le nord de l'État du Texas aux États-Unis. Le siège du comté est la ville de Channing. Selon le  recensement de 2020, sa population est de 5 382 habitants. 
Le comté a une superficie de 3 790 km2, dont 3 787 km2 en surfaces terrestres.

## Comtés adjacents
| Comté d'Union Nouveau-Mexique | Comté de Dallam  | Comté de Sherman |
|                               | comté de Hartley | Comté de Moore   |
| Comté de Quay Nouveau-Mexique | Comté d'Oldham   | Comté de Potter  |

## Démographie
| Groupes           | Comté de Hartley | Texas | États-Unis |
| ----------------- | ---------------- | ----- | ---------- |
| Blancs            | 87,0             | 70,4  | 72,4       |
| Afro-Américains   | 6,9              | 11,9  | 12,9       |
| Autres            | 4,2              | 10,6  | 6,4        |
| Métis             | 1,1              | 2,7   | 2,9        |
| Asiatiques        | 0,5              | 3,8   | 4,8        |
| Amérindiens       | 0,4              | 0,7   | 0,9        |
| Total             | 100              | 100   | 100        |
|                   |                  |       |            |
| Latino-Américains | 23,9             | 37,9  | 16,7       |

Selon l'American Community Survey pour la période 2011-2015, 79,38 % de la population âgée de plus de 5 ans déclare parler l'anglais à la maison, 19,12 % déclare parler l'espagnol, 0,88 % l'allemand et 0,62 % une autre langue.